# Hypothymis helenae
El monarca de Helena (Hypothymis helenae) es una especie de ave paseriforme de la familia Monarchidae endémica de las Filipinas.

## Distribución y hábitat
Se encuentra en el este de las Filipinas, desde Luzón hasta Mindanao. Su hábitat  natural son los bosques bajos húmedos tropicales.
Se encuentra amenazada por pérdida de hábitat.